# Así son ellas
Así son ellas es una telenovela mexicana producida por Raúl Araiza para Televisa, entre 2002 y 2003. La telenovela es una historia original del escritor Carlos Mercado Orduña. Se estrenó a través del Canal de las Estrellas el 23 de septiembre de 2002 en sustitución de La otra, y finalizó el 24 de enero de 2003 siendo reemplazado por Niña amada mía.
Está protagonizada por Cecilia Gabriela, César Evora, Erika Buenfil, Lourdes Munguía, Leticia Perdigón, Luz María Jerez, Gabriela Goldsmith y Armando Araiza, junto con un reparto coral.

## Trama
Dalia, Margarita, Rosa, Narda y Violeta han sido amigas en las buenas y en las malas, por ellos cuando jovencitas formaron un club llamado "El Club de las Flores", debido a los nombres de flor que cada una tenía. Las cinco soñaban con el futuro, pensaban que se casarían, tendrían una linda familia y por supuesto, seguirían siendo tan buenas amigas como cuando formaron el club.
Pero una cosa son los sueños y otra cosa es el destino. Y el destino quiso que las amigas se separaran durante 20 años, siendo Dalia y Narda las únicas que continúan en contacto, sin saber nada de las demás. Un frío día de otoño, la vida las volverá a reunir por motivos trágicos. Pero, ¿Qué fue de las inseparables amigas durante este tiempo? ¿Cumplieron sus sueños? ¿Son felices? Este será otro punto en común entre ellas: Ninguna ha logrado la felicidad plena, y su vida personal es muy diferente a lo que imaginaron cuando se sentaban a soñar en la banca de una escuela.
Violeta Carmona (Cecilia Gabriela) es quien desencadenará esta historia e involuntariamente provocará que "El Club de las Flores" vuelva a reunirse. Violeta está casada con un arquitecto muy connotado, Luis, con quien tres hijos, todos menores de 13 años. Habitan en una residencia en las Lomas de Chapultepec.
A primera vista, Violeta parece muy favorecida por la felicidad; lo tiene todo. La gente murmura a su paso: "Es una mujer muy afortunada" y "Su matrimonio es ejemplar". Pero si nos fijamos detenidamente en Violeta, nos daremos cuenta que es una mujer triste, reservada, solitaria. En realidad, guarda un secreto: Es profundamente infeliz. Detrás de los lentes oscuros que siempre lleva puestos y detrás del maquillaje excesivo que siempre utiliza en su rostro, hay golpes, moretones, derrames. Violeta es una mujer maltratada por su marido.
Violeta está frente al espejo curando las heridas que Luis le acaba de provocar en una golpiza. Él también está con ella suplicándole, como tantas otras veces que lo perdone, que ella tiene la culpa que él pierda la cabeza por llevarle la contraria. Y también, como tantas otras veces, Violeta lo perdona. Luis se marcha a su trabajo y ella vuelve a mirarse en el espejo: Se siente sola, vacía, denigrada, humillada, ultrajada. A un lado, sobre su tocador, está un álbum fotográfico, que ella contempla con nostalgia y desdicha. En él están los recuerdos y las fotografías del "Club de las Flores". ¡Qué felices eran aquellos tiempos! Violeta no puede más y llora desesperadamente su desventura. Violeta quiere hablar a solas con Luis, para corregir algunas cosas de su matrimonio; la madre de Violeta accede en cuidar a sus nietos, sospechando desde hace tiempo que su hija no es feliz al lado de su marido. Luis llega a comer a la hora de costumbre y se enfurece al ver que nada está dispuesto en la mesa y busca a su esposa para golpearla. Percibe un fuerte olor a gas y entra a la cocina, en donde Violeta lo espera y le dice "No volverás a golpearme nunca más". Violeta enciende un cerillo y provoca una fuerte explosión que cobra la vida de ambos. Las demás integrantes del "Club de las Flores" son avisadas de la tragedia y asisten al funeral de Violeta. Están consternadas, dolidas, conmovidas. Jamás se imaginaron que se volverán a juntar en un acontecimiento tan lamentable. Como tampoco imaginaron que una de ellas, tendría un final tan triste. También asiste Irene, compañera del colegio, a la que siempre hacían a un lado. No es que no la quisieran; simplemente, Irene no tenía nombre de flor, requisito indispensable para pertenecer al Club.
Dalia, Margarita, Narda y Rosa están ante la tumba de su querida amiga Violeta. Se miran entre sí y casi no se reconocen. Han pasado muchos años y ellas no son las mismas muchachitas que creían que su vida iba a ser de color de rosa. Hasta ellas también llega Irene y las hace reflexionar. Deben volver a juntarse, volver a ser amigas, ayudarse en la vida de ahora en adelante. Y ahí, frente a la tumba de la primera flor marchita. Hacen un nuevo pacto de amor, de amistad, en el que incluyen también a Irene.
Veamos ahora cómo son las demás flores:
Margarita Saavedra (Leticia Perdigón): tuvo un gran amor de juventud. Un amor adolescente que sentía por un apuesto muchacho llamado Ricardo. Afortunadamente, él también le correspondía plenamente pero Ricardo era de clase muy humilde.
La familia de Margarita, de clase media-alta, dispuesta a escalar mejores posiciones, se opuso terminantemente a la relación, principalmente Brígida, su madre. En cambio Margarita debía mirar con buenos ojos a Don Ramiro, amigo de su padre, de muy buena posición social. Hombre divorciado, no feo, pero mayor, mucho mayor que Margarita; esta se deja influenciar por su madre, termina con Ricardo y se casa con Don Ramiro, siendo todavía muy jovencita. Procrearon dos hijas; la menor, con un problema neurológico.
El tiempo transcurre y una mañana, decide que ya está aburrido de Margarita y corre a los brazos de una mujer más joven que Margarita. Con sus influencias, Don Ramiro logra un divorcio muy ventajoso y deja prácticamente en la calle a Margarita y a sus hijas, que viven en una modesta casa en Xochimilco. Ella se ayuda económicamente vendiendo ropa en un tianguis. Margarita siente vergüenza de su situación económica, oculta donde vive y presume un mundo lleno de lujos y de comodidades que no existen.
En un momento de la historia se reencontrará con Ricardo, su antiguo amor juvenil. Ambos se darán cuenta que se siguen amando como en el primer momento. Ricardo es ahora un hombre importante, millonario, un médico muy prominente en enfermedades neurológicas, que obviamente ayudará y curará a la hija enferma de Margarita. El amor entre Margarita y Ricardo se ve obstaculizado por Elvira, la actual esposa de Ricardo, quien lo ha impulsado a ser lo que es; por todo esto Ricardo le tiene un gran agradecimiento pero no la ama.
Dalia Marcelín (Erika Buenfil): es una mujer infinitamente distinta a Margarita. Dalia fue la típica jovencita aplicada de la clase, que siempre figuraba en el cuadro de honor por sus excelentes notas. Durante los años universitarios se concentró en una sola meta: Obtener su título en la carrera de Derecho con los más grandes honores: Magna beep Laude. La mejor de su generación.
En la facultad de Derecho de la UNAM conoció a Alejandro, compañero de muchas batallas en los trabajos escolares. Con él compartió sueños personales y profesionales. Se casaron muy enamorados, pero el amor no fue suficiente. Comenzó la lucha, la guerra de sexos, el conflicto de intereses. Dalia no era la mujer que se conformaría con atender a su marido y a sus hijos. Es más, los hijos no encajaban en sus planes inmediatos. Ella quería trabajar, poner un bufete jurídico y lograr que este fuera el mejor y lo logró.
Por su parte, Alejandro no soportó su éxito y tampoco quiso ser la sombra de su mujer. Un día se sentaron a analizar su matrimonio como gente civilizada y deciden divorciarse. Dalia decide que jamás volvería a enamorarse; viviría para su carrera, para sus logros, para su intelectualidad. Y lo hizo. Pero todas las mañanas despierta sola, en su cama vacía, con una menopausia galopante que no la deja; sin el consuelo de un hijo, porque ya no es tiempo de tenerlo, Dalia vive un romance con Diego y un médico le da un diagnóstico casi milagroso, un hijo que por su edad podría nacer con síndrome de down.
Rosa Corso (Luz María Jerez): única integrante del "Club de las Flores" que continúa casada y es feliz, al menos es lo que cree. Conoció a Armando cuando ambos asistían a la secundaria. El romance siguió hasta que contraen matrimonio; los hijos llegaron hasta sumar cinco.
Rosa estaba convencida de que la vida le había sonreído como a ninguna otra mujer, pero una fría mañana de otoño, su mundo se vendría abajo. Despertó, vio a Armando sentado, esperando a que se levantara para decirle que la dejaba y no por otra mujer sino por el vacío que sentía a sus 45 años de edad. Le explica que ahora necesita su propio espacio, experimentar otras emociones y sensaciones. Rosa cae en una profunda depresión, sus amigas de antaño son las únicas que tratan de ayudarla, pero Rosa se aferra a esas paredes pues sabe que Armando regresará algún día y ella lo estará esperando, como siempre.
De la noche la mañana, Rosa tiene que convertirse en padre y madre de sus hijos, enfrentarse a la vida sola y buscar un empleo, cosa que nunca ha hecho, para pagar mensualmente la hipoteca y no perder su casa.
Narda Mareca (Gabriela Goldsmith): la más liberal y la más divertida de todas. Narda lleva dos divorcios que le han proporcionado buenos dividendos, gracias a su amiga Dalia, que es su abogada. Narda deja escapar su dolor y su frustración sobre Carmina del Mar, su madre, una importante cantante de tangos, quien al no poder atenderla, inscribió a Narda en el internado que significó su desgracia.
En realidad Narda tiene tres grandes amores que en verdad le importan en la vida: Los hombres, su cuenta en el banco y Cristián, su hijo de 22 años, producto de su primer matrimonio con Mariano, un importante publicista que conoció cuando trabajó un tiempo para una agencia de modelos. Cristián es su mayor debilidad, su talón de Aquiles. El joven creció y se convirtió en un hombre de gran personalidad y belleza. Al igual que su madre, no había momento que llamara la atención y se convirtió en un gran hombre de gran personalidad.
En un momento de la historia, la vida de Narda dará un giro radical que la hará cambiar y darse cuenta de lo equivocada que estaba, Cristián, su único amor, su motor de vida, enfermará de Sida y morirá. Esto será devastador para ella.
Irene Molet (Lourdes Munguía): la única que nunca pudo tener nombre de flor, estudió la carrera de Trabajo Social , por lo que tiene un gran sentido de la bondad, la generosidad y la vocación de servicio. Entró a trabajar a la Casa Hogar de Tlalpan, donde tuvo la oportunidad de servir a quienes más lo necesitan: los niños huérfanos.
Por azares del destino, conoció al hombre que es su único amor y actual esposo: Fernando, importante industrial que, al igual que ella, se enamoró desde el primer instante que la vio. Se casaron y formaron un matrimonio ejemplar, que fue bendecido con la llegada de un hijo: Narciso, lo llamó con nombre de flor en homenaje al club de sus recuerdos, Irene es la única que lo tiene plenamente todo, menos salud. Justo después de reencontrarse con las integrantes del "Club de las Flores", los médicos le diagnosticaron cáncer de mama. Irene luchó con todas sus fuerzas y con todo su optimismo para vencer la enfermedad. Consultó a todos los médicos posibles en diferentes países, se sometió a todos los tratamientos que le recomendaron. Enfrentó el mal que la aquejaba con una sonrisa en los labios, siempre positiva y segura de que su espíritu indomable, vencería.
Una tarde de otoño. Los médicos le dieron una terrible noticia: El cáncer había avanzado irremediablemente. Irene iba a morir. Ella recibió esa noticia con mucha valentía. Reunió a su marido y a su hijo, y se la dijo. Juraron una vez más quererse como siempre, ahora más que siempre y aprovechar el poco tiempo que les quedaba.
Irene ayudará moral y económicamente a Margarita, Narda, Rosa y Dalia. Se convertirá en la amiga ideal, que toda mujer quiere tener. En este reencuentro las cinco flores no tendrán más remedio que revelar sus más íntimos secretos, secretos de mujer... en ese reencuentro no tendrán más remedio que enfrentar su propio destino.

## Reparto

### Principales
- Cecilia Gabriela como Violeta Carmona Heredia
  - Kelchie Arizmendi interpretó a Violeta de joven
- César Évora como Luis Ávila
- Erika Buenfil como Dalia Marcelín Gutiérrez
  - Estephanie de la Cruz interpretó a Dalia de joven
- Lourdes Munguía como Irene Molet de Villaseñor
  - Consuelo Mendiola interpretó a Irene de joven
- Leticia Perdigón como Margarita Saavedra 
  - Gabriela Ferreira interpretó a Margarita de joven
- Luz María Jerez como Rosa Corso Rivas de Calderón
  - Silvia Beguerisse interpretó a Rosa de joven
- Gabriela Goldsmith como Narda Mareca Amaya
  - Silvia Ramírez interpretó a Narda de joven
- Armando Araiza como Narciso Villaseñor
- Orlando Carrió como Armando Calderón
- Eduardo Liñán como Fernando Villaseñor
- Jorge Antolín como Julio Bolestáin
- Benito Castro como Roque Delfino
- Alfonso Iturralde como Alejandro
- Carmelita González como Luvia
- Lorenzo de Rodas como Don Ramiro Sepúlveda
- Rosita Quintana como Carmina del Mar vda. de Mareca
  - Silvia Eugenia Derbez interpretó a Carmina de joven
- Alexis Ayala como Diego Montejo

### Recurrentes e invitados especiales
- Maite Embil como Florencia Linares Escudero
- Alejandra Meyer como Brígida Corcuera
- Gerardo Quiroz como Raymundo Villaseñor
- Leonorilda Ochoa como Rita Díaz
- Luis Reynoso como Ricardo Olvera
- Ariane Pellicer como Elena Molet
- Joemy Blanco como Cecilia Calderón
- Andrés Puentes como Cristián Madrigal
- Susy Lu como Mercedes Sepúlveda
- Luis Mario Quiroz como Armando Calderón Jr.
- Germán Gutiérrez como Patricio Bolestáin
- Franco Gala como Roberto Fernández
- Patricia Martínez como Caridad
- Humberto Herrera como Román
  - Oscar Mozo interpretó Román de joven
- Mónica Dossetti como Ivette Molina
- Hanny Sáenz como Estela
- Jaime Lozano como Sergio Salomón
- María Fernanda Rodríguez como Carmelita Sepúlveda
- Juan Ignacio Aranda como Carlos
- Arsenio Campos como Mariano Madrigal
- Jaime Herner como Osvaldo Carpio
- Belén Balmori como Annel Paulín
- Daniel Gauvry como Néstor Elorza
- Ginny Hoffman como Rocío
- Sara Monar como Beatriz de Carmona
- Yolanda Ciani como Marina
- Rosángela Balbó como Martha
- Ricardo Silva como Agustín
- Claudia Cervantes como Cleo
- Zully Moreno como Eliana Santos
- Shirley como Belinda
- César Castro como Samuel
- Carlos Cardán como Gelasio Fernández
- Eleazar Gómez como Arturo Calderón
- Jairo Gómez como Rogelio Calderón
- Ángel Mar como Eduardo Calderón
- Alejandra Ortega como Cristal
- Jesús Betanzos como El Marimbas
- Rosita Bouchot como Chela
- Miguel Ángel Cardiel como El Medusas
- Yuvia Charlín como Sandra
- Susana Contreras como Cielo
- Marcia Coutiño como Dra. Esther
- Martín Hernández como Manuel Corso
- Moisés Iván Mora como Carmona
- Sergio Jiménez como Director del teatro
- Mariana Karr como Emilia
- Emmanuel Lira
- Eduardo Lugo como Demesio
- Isabel Martínez "La Tarabilla" como Nicandra
- Carmela Massó como Cándida
- Constanza Mier como Hilda Ávila Carmona
- Eduardo Monti como Rigo Delfino
- Claudia Morán como Secretaria
- Arturo Muñoz como Detective Espinoza
- Haydeé Navarra como Lorena
- Gustavo Negrete como Atilio Linares
- Raúl Ochoa como Doctor de Irene
- María Dolores Oliva como Tránsito
- Rafael Origel como Superman
- Martha Ortiz como Elvira de Olvera
- Adalberto Parra como Dr. Castro
- Emiliano Quintero como Hijo de Violeta
- Bruno Rey como Bruno
- Diego Alberto Rey como Hijo de Violeta
- Raúl Ramírez como Director Marín
- Luis Javier Rojas como Juez
- Martín Rojas como Nacho
- Manuel Sánchez como Kaliman
- Evelyn Solares como Tila
- Moisés Suárez como Octavio
- Alejandro Calva como Doctor de Dalia
- Cynthia Urias como Maritza
- Christian Uribe
- Gloria Valadez como Gena
- Tere Valadez como Dra. Olivia Cairo
- Sylvia Valdez como Mamá de Estela
- Mercedes Vaughan como Nora de León
- Luis Xavier como Jorge
- Rocío Yaber como Amparo
- Mariana Tapia como Madonna